# Brandon Maurer
Pour les articles homonymes, voir Maurer.
Brandon Eugene Maurer (né le 3 juillet 1990 à Newport Beach, Californie, États-Unis) est un lanceur droitier de la Ligue majeure de baseball.

## Carrière

### Mariners de Seattle
Brandon Maurer est repêché en 23e ronde par les Mariners de Seattle en 2008. Il débute dans le baseball majeur avec Seattle le 4 avril 2013 mais subit la défaite face aux Athletics d'Oakland à son premier match comme lanceur partant. Il lance 90 manches à sa première saison pour Seattle, alternant entre les rôles de partant et de lanceur de relève. Sur 22 matchs, il obtient 14 départs et c'est dans ce dernier rôle qu'il mérite sa première victoire dans les majeures le 14 avril sur les Rangers du Texas. Il remet une moyenne de points mérités élevée de 6,30 en 2013 pour les Mariners, avec 5 gains et 8 revers.
En 2014, il est principalement employé comme releveur. Il n'effectue que 7 départs et ajoute 31 apparitions en relève. En 69 manches et deux tiers, sa moyenne de points mérités s'élève à 4,65 avec une seule victoire et 4 défaites.

### Padres de San Diego
Maurer est échangé aux Padres de San Diego le 30 décembre 2014 contre le voltigeur Seth Smith.
Sa moyenne de points mérités se chiffre à 3,00 lors de sa meilleure saison à San Diego, en 2015, lorsqu'il lance 51 manches lors de 53 sorties en relève.
En 166 matchs joués et 160 manches lancées pour les Padres de 2015 à 2017, sa moyenne de points mérités se chiffre à 4,33 avec 33 sauvetages. Il est assigné au rôle de stoppeur en 2016 et il préserve 13 victoires de son équipe, puis ajoute 20 sauvetages en 2017 avant d'être transféré à Kansas City.

### Royals de Kansas City
Le 24 juillet 2017, les Padres de San Diego échangent Maurer, le lanceur droitier Trevor Cahill et le lanceur gaucher Ryan Butcher aux Royals de Kansas City en retour des lanceurs gauchers Travis Wood et Matt Strahm et du joueur de deuxième but Esteury Ruiz.